# Виноградовское сельское поселение (Приморский край)
Виноградовское сельское поселение — сельское поселение в Анучинском районе Приморского края.
Административный центр — село Староварваровка.

## История
Статус и границы сельского поселения установлены Законом Приморского края от 6 декабря 2004 года № 177-КЗ «Об Анучинском муниципальном районе»

## Население
| 2001  | 2010  | 2011  | 2012  | 2013  | 2014  | 2015  |
| ----- | ----- | ----- | ----- | ----- | ----- | ----- |
| 1619  | ↘1282 | ↘1278 | ↘1227 | ↘1184 | ↘1131 | ↗1134 |
| 2016  | 2017  | 2018  | 2019  |       |       |       |
| ↘1117 | ↗1125 | ↘1122 | ↘1113 |       |       |       |

## Состав сельского поселения
В состав сельского поселения входят 6 населённых пунктов:
| № | Населённый пункт | Тип населённого пункта       | Население |
| - | ---------------- | ---------------------------- | --------- |
| 1 | Весёлый          | посёлок                      | ↘40       |
| 2 | Виноградовка     | село                         | ↘412      |
| 3 | Ильмаковка       | село                         | ↘131      |
| 4 | Скворцово        | посёлок                      | ↘19       |
| 5 | Смольное         | село                         | ↘115      |
| 6 | Староварваровка  | село, административный центр | ↘565      |

## Местное самоуправление
Администрация
Адрес: 692346, с. Староварваровка, ул. Центральная, 24. Телефон: 8 (42362) 92-1-45
Глава администрации
- Алексюк Владимир Сергеевич